# Roland Toutain

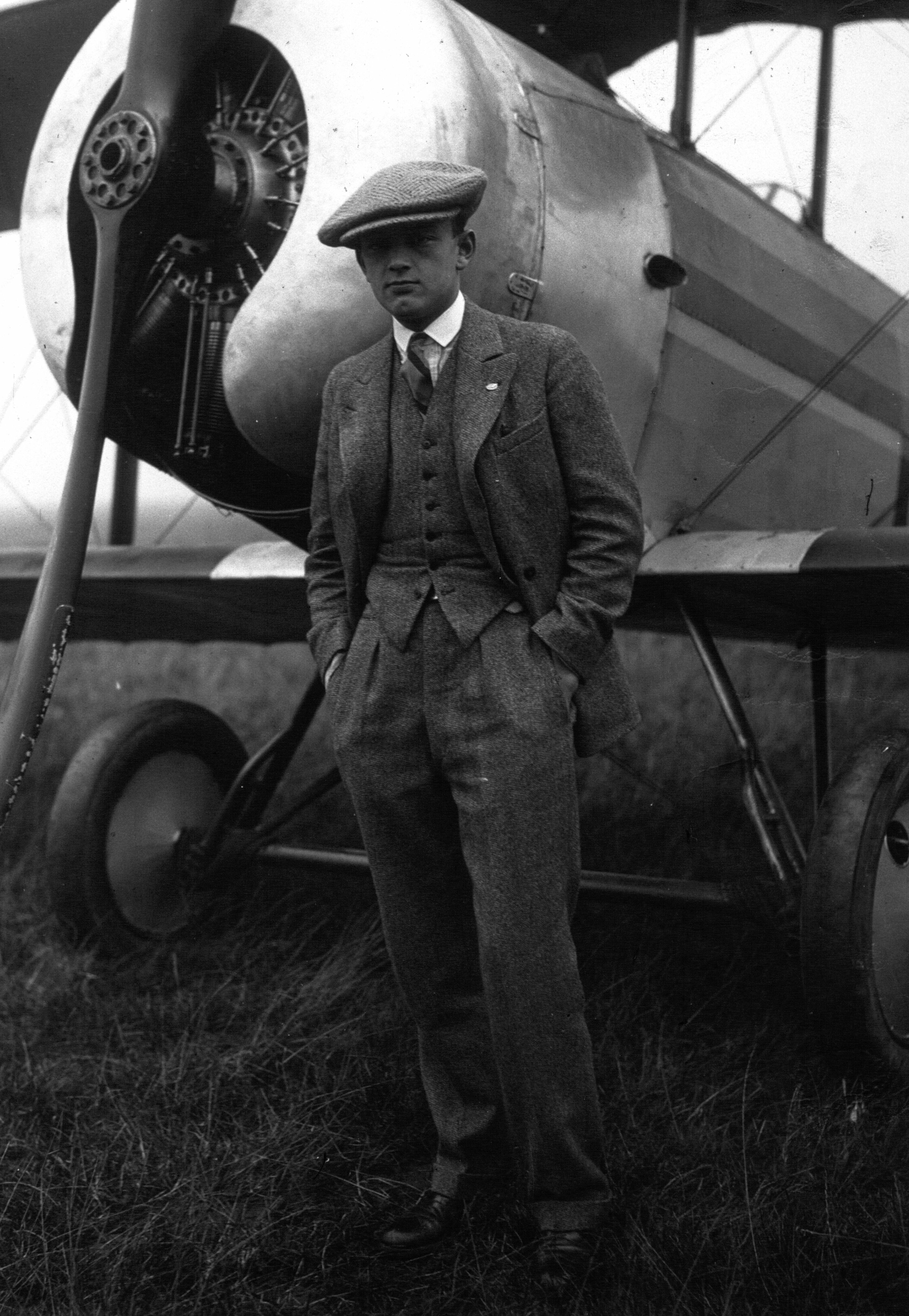
Roland Toutain (1926)

Roland Albert Toutain (* 18. Oktober 1905 in Paris; † 16. Oktober 1977 in Argenteuil) war ein französischer Schauspieler und Stuntman.

## Leben und Karriere
Roland Toutain war Sohn eines Rinderzüchters und spielte als Schauspieler zwischen 1924 und 1957 in insgesamt 55 französischen Kinofilmen, sowohl als Hauptdarsteller als auch in Nebenrollen. In vielen dieser Filme verkörperte Toutain jugendlich erscheinende Heldenfiguren, die naiv oder idealistisch wirkten. Er war unter anderem in Liliom (1934), dem einzigen französischen Film von Fritz Lang, zu sehen. Bleibende Bekanntheit verschaffte er sich vor allem durch die Rolle des tragischen Piloten André Jurieux in Jean Renoirs Filmklassiker Die Spielregel aus dem Jahr 1939. Auch im echten Leben war Toutain ein Pilot. Daneben war er bei vielen Filmen auch als Stuntman beschäftigt und betätigte sich als Songwriter.
Der Schauspieler war dreimal verheiratet, alle Ehen wurden geschieden. Er hatte einen unehelichen Sohn, den Komiker Jacques Maire (1934–2003), dessen Vaterschaft er allerdings nie offiziell anerkannte. Roland Toutain starb zwei Tage vor seinem 72. Geburtstag in Argenteuil. Die Beerdigung wurde von seinem engen Freund Jean Marais organisiert.

## Filmografie (Auswahl)
- 1924: La galerie des monstres
- 1930: Le mystère de la chambre jaune
- 1934: Liliom
- 1935: Blutsbrüder 1918 (L’Équipage)
- 1935: Zwischen Abend und Morgen (Veille d’armes)
- 1935: Sylvie – Die schönen Tage (Les beaux jours)
- 1936: Jenny
- 1937: Yoshiwara
- 1939: Die Spielregel (La règle du jeu)
- 1942: Die Spielhölle von Macao (Macao, l’enfer du jeu) [1939 gedreht]
- 1943: Fracasse, der freche Kavalier (Le capitaine Fracasse)
- 1943: Der ewige Bann (L’éternel retour)
- 1949: Die Dirne und ihr Narr (Hans le marin)
- 1951: Frauen, Liebe, Legionäre (Capitaine Ardant)
- 1957: L’inspecteur aime la bagarre